# Eigil Valdemar Knuth

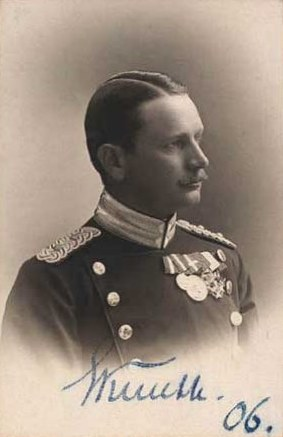
Eigil Knuth (ca. 1906)

Lehnsgraf Eigil Valdemar Knuth-Knuthenborg (* 5. Dezember 1866 in Sorø; † 8. Dezember 1933 in Kopenhagen) war ein dänischer Kapitän und Hofjägermeister.

## Leben
Eigil Knuth wurde 1866 als neuntes von zehn Kindern des Postmeisters Adam Knuth aus dem uradeligen Geschlecht Knuth und dessen Gattin Annette Marie Knuth geboren.
Im März 1889 wurde Knuth Sekondeleutnant im 5. Bataillon und wurde 1892 zur königlichen Leibgarde versetzt. 1906 wurde er Kapitän im 5. Regiment. 1908 wurde er abermals zur Leibgarde versetzt. 1915 erhielt er seinen Abschied. Später war er Vorsitzender der Dänischen Luftfahrtsgesellschaft.
Knuth war Ritter des Dannebrogordens.

## Ehen und Nachkommen
Am 3. Dezember 1897 heiratete Knuth Marie Djimphna Johanne Emma de Pasqualin Gámel (* 14. Oktober 1877; † 17. September 1911) in Kopenhagen. Der Ehe entsprangen drei Söhne, die allesamt in Kopenhagen geboren wurden und von Geburt an den Titel „Lehnsgraf“ trugen:
- Jørgen Knuth-Knuthenborg (* 9. September 1901; † 3. März 1986), Archivar
- Eigil Knuth-Knuthenborg (8. August 1903; 12. März 1996)
- Adam Cyrille Knuth-Knuthenborg (6. September 1904; 29. September 1974)

Nach dem Tode seiner ersten Frau heiratete Knuth Tove Benzon (* 29. März 1889; †) am 10. April 1913 in Kopenhagen. Nach dem Ende dieser Ehe heiratete Knuth Ellen Werner (* 20. Oktober 1892; †) am 11. Oktober 1925.